# ObZen
obZen to szósty album studyjny grupy Meshuggah wydany nakładem wydawnictwa Nuclear Blast. Do utworu "Bleed" został nakręcony teledysk zawierający skróconą wersję oryginalnego utworu.
Album spotykał się głównie z dobrymi opiniami. Serwis internetowy Metacritic ocenił album na 83/100.
Album był również nominowany do szwedzkiej nagrody Grammy w kategorii "Hard rock", jednak ostatecznie wygrał zespół In Flames.

## Lista utworów
Opracowano na podstawie materiału źródłowego.
| Nr | Tytuł utworu                     | Słowa       | Muzyka                       | Długość |
| -- | -------------------------------- | ----------- | ---------------------------- | ------- |
| 1. | „Combustion”                     | Tomas Haake | Fredrik Thordendal           | 4:11    |
| 2. | „Electric Red”                   | Tomas Haake | Mårten Hagström, Tomas Haake | 5:52    |
| 3. | „Bleed”                          | Tomas Haake | Fredrik Thordendal           | 7:24    |
| 4. | „Lethargica”                     | Tomas Haake | Mårten Hagström              | 5:48    |
| 5. | „obZen”                          | Tomas Haake | Mårten Hagström              | 4:27    |
| 6. | „This Spiteful Snake”            | Tomas Haake | Mårten Hagström, Tomas Haake | 4:55    |
| 7. | „Pineal Gland Optics”            | Tomas Haake | Fredrik Thordendal           | 5:11    |
| 8. | „Pravus”                         | Tomas Haake | Mårten Hagström              | 5:12    |
| 9. | „Dancers to a Discordant System” | Tomas Haake | Fredrik Thordendal           | 9:36    |
|    |                                  |             |                              | 52:36   |

## Twórcy
Opracowano na podstawie materiału źródłowego.
| - Jens Kidman – śpiew - Fredrik Thordendal – gitara, miksowanie - Mårten Hagström – gitara - Tomas Haake – perkusja, melorecytacja |  | - Dick Lövgren – gitara basowa - Joachim Luetke – okładka, oprawa graficzna - Björn Engelmann – mastering |